# 自然銅
自然銅（しぜんどう、native copper、copper）は、鉱物（元素鉱物）の一種。化学組成は Cu。結晶系は等軸晶系。自然金グループに属する。銅の英名copperの語源は、「キプロスの金属」という意味のラテン語 aes Cyprium で、それが縮められて Cyprium となり、後に訛って cuprum となった。
塊状、樹枝状などの集合体で産することが多いが、八面体などの結晶形を呈する場合もある。表面は変化しやすい。銅は人類によってはじめて用いられた金属である。アメリカ・ミシガン州のスペリオル湖南岸のキーウィーノー半島には、世界最大の自然銅の濃集体がある。この地で一つの重さ420トンの塊が出た。そのほかの産地としては、アリゾナ州のビスビー、ボリビアのコロコロ、ロシアのウラル山地、イギリスのコーンウォール、オーストラリアのブロークンヒルとマウントアイザ、ドイツのラインランドファルツなどがある。